# Exorista faedata
Exorista faedata là một loài ruồi trong họ Tachinidae.